# عينون شعري القنابة
عينون شعري القنابة (الاسم العلمي:Globularia trichosantha) هو نوع من النباتات يتبع جنس العينون من الفصيلة الحملية.